# 담윤현
담윤현(중국어: 談允賢, 병음: Tán Yǔnxián 탄윈셴[*], 1461년 ~ 1554년)은 중국 명나라의 의학자로 남직예 상주부 무석현(南直隸 常州府 無錫縣, 현재의 장쑤성 우시시) 출신이다. 전한의 의후(義姁), 동진의 포고(鮑姑), 북송의 장소낭자(張小娘子)와 함께 고대 중국의 4대 여성 명의 가운데 한 사람으로 여겨진다.

## 생애
담윤현은 1461년에 우시의 의료 가정에서 태어났다. 그녀의 집안이 의술에 능통하여 어려서부터 의학 서적을 접하였다. 명의였던 할아버지와 약에 정통했던 할머니의 영향을 받아 10대 시절부터 두루 의학 서적을 섭렵했다.
명나라에서는 고대 중국 사회의 유교적 분위기에 있었는데 송나라 이후에는 보수적인 분위기였다. 이 때문에 명나라는 여자 의료인이 천대받았던 시대였고, 많은 여자들이 사회적 분위기 때문에 남자 의사와 상담하지 못했다. 그 때문에 병이 악화되는 상황이 종종 발생하여서 많은 여성 환자들은 여의학자인 담윤현에게 치료 해달라는 요청이 많았으며, 의술 실력이 뛰어났기 때문에 담윤현의 명성이 점차 전국으로 퍼졌다.
담윤현은 빼어난 의술로 세간의 인정을 받았다. 특히 남자 의사를 접하기 힘들거나 꺼렸던 여자 환자들을 많이 치료하여 풍부한 임상 경험을 쌓았다. 담윤현은 할머니는 약을 연구하고 할머니의 지도하에 다양한 의학적 기술을 배웠으며, 할머니가 수집하고 쓴 병리를 전달받았다. 명나라에서는 의학적 실무에 능통한 여성의 수가 증가하고 있었고 황제는 그 중 뛰어난 사람을 선발하라고 하였다. 당시 담윤현이라는 이름이 가장 유명했고, 왕실에서 아픈 사람은 생기며 담윤현에게 상담 받고, 치료 받도록 했다.
담윤현은 양씨(楊氏) 성을 가진 남자와 결혼했고, 결혼 직후에 제나라와 혈액 질환으로 고통을 겪었으며, 스스로 진단을 하고 약을 시험했다. 그 후 세 명의 여성과 한 명의 아들을 낳았다. 그리고 그녀는 그녀의 할머니가 죽기 전까지는 실제로 약을 계속해서 시험했다. 1556년에 향년 96세의 나이로 세상을 떠났다.

## 저서
담윤현은 1511년에 조부모로부터 전수받은 의학 지식에 자신의 임상 경험을 더한 중국의 고전 의학서인 《여의잡언》(女醫雜言)을 집필했다. 《여의잡언》은 담윤현이 직접 치료한 환자 31명의 사례를 담은 부인과 전문 의학서로서 유산과 산후 질병, 우울증으로 인한 기혈 막힘 등의 증상과 치료법을 생생하게 서술했다.
《여의잡언》이란 책은 담윤현의 아들 양윤이 필사한 것으로, 개인이 치료한 병을 모두 수록한 31건으로, 담윤현은 한의학 분야에서 최초의 여의사인 것이다. 주요 기록은 산부인과 사례로 유산, 성병, 산후 질병, 복부 절제를 포함하고 뜸 뜨는 방법 등이 기록되어있다. 《잡언》은 기억을 기반으로 작성하기 때문에 각 의료 사례의 진단 및 치료 과정을 명확하게 기록했다. 기록된 사례는 많지 않지만 임상 치료에 좋은 예로 사용되며 가치가 크게 여겨진다.

## 평가
담윤현은 여성 환자들에게 친밀한 접촉을 통한 동등한 대화의 확립으로 그들의 삶과 감정을 관찰했다. 의사의 관점에서, 명나라 여성의 치유 주체로서 여성의 몸과 성별, 그리고 더 친밀한 의학 지식은 국가 사회에 의해 억제 되어있었다. 하지만 담윤현의 등장으로 여성의 치료, 여의사에 대한 관심과 수는 점차 증가하게 되었다. 또한 담윤현과 같은 여의사의 치료 스타일은 여성의 섬세하고 평화로운 특성을 반영한다는 장점이 있다.

## 대중 문화에서의 등장
담윤현은 중국 드라마 《여의 담윤현》의 실제 역사적 인물인데 유시시가 담윤현 역할을 맡았다.